# Cfr.
cfr., o cf., è propriamente un'abbreviazione del latino confer (imperativo singolare del verbo conferre, nel senso di "confronta") o conferatur ("si confronti"), frequentemente usata come notazione bibliografica per citare ulteriori materiali o fonti che possono fornire informazioni o argomenti simili.
In italiano, cfr. viene comunemente letta come se fosse un'abbreviazione di confronta.
In altre lingue, tra cui inglese, francese e spagnolo, come abbreviazione di confer viene preferita cf.

## Uso
In italiano, l'abbreviazione cfr. (o, raramente, cf.) è usata, soprattutto in nota, davanti a citazioni bibliografiche, con cui si conferma una precedente citazione o un'affermazione altrui fatta nel testo. Ricorre in saggi, studi, opere di consultazione, ecc., a indicare opinioni analoghe, mentre per opinioni differenti si usa contra. Viene scritta con il punto finale, per analogia con le altre abbreviazioni per contrazione mista, e in carattere tondo, essendo sentita come abbreviazione di parola italiana.
In inglese, invece, l'abbreviazione cf. è usata in saggi, tesi, testi tecnici e in opinioni legali, sia per confermare sia per contestare l'affermazione immediatamente precedente con un'altra affermazione, di volta in volta favorevole o contraria, nella stessa opera o, più spesso, in un'altra opera. È anche usata per citare riferimenti biblici. Ad esempio:
In inglese, cf. è talvolta usata in modo non corretto al posto di v. ("vedi"), per citare l'autore di un'affermazione (e non per confrontare più affermazioni), come in: